# Reial Acadèmia de Bones Lletres de Barcelona

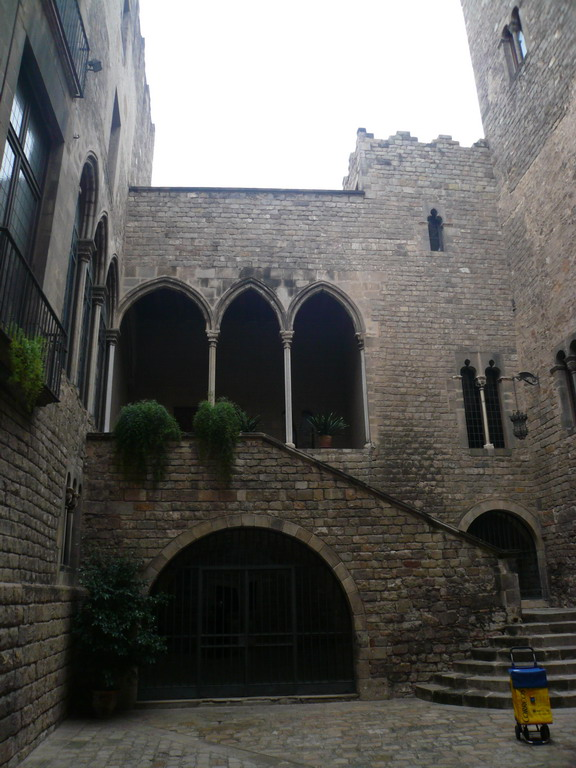
O Palau Requesens em Barcelona, sede da Academia.

A Reial Acadèmia de Bones Lletres de Barcelona (em espanhol Real Academia de Buenas Letras de Barcelona, Real Academia dos Boms Escritos de Barcelona) é uma sociedade literária catalã, baseada em Barcelona. Foi fundada em 1729 e tem a sua sede desde 1902 no Palau Requesens no Bairro Gótico de Barcelona.

## História

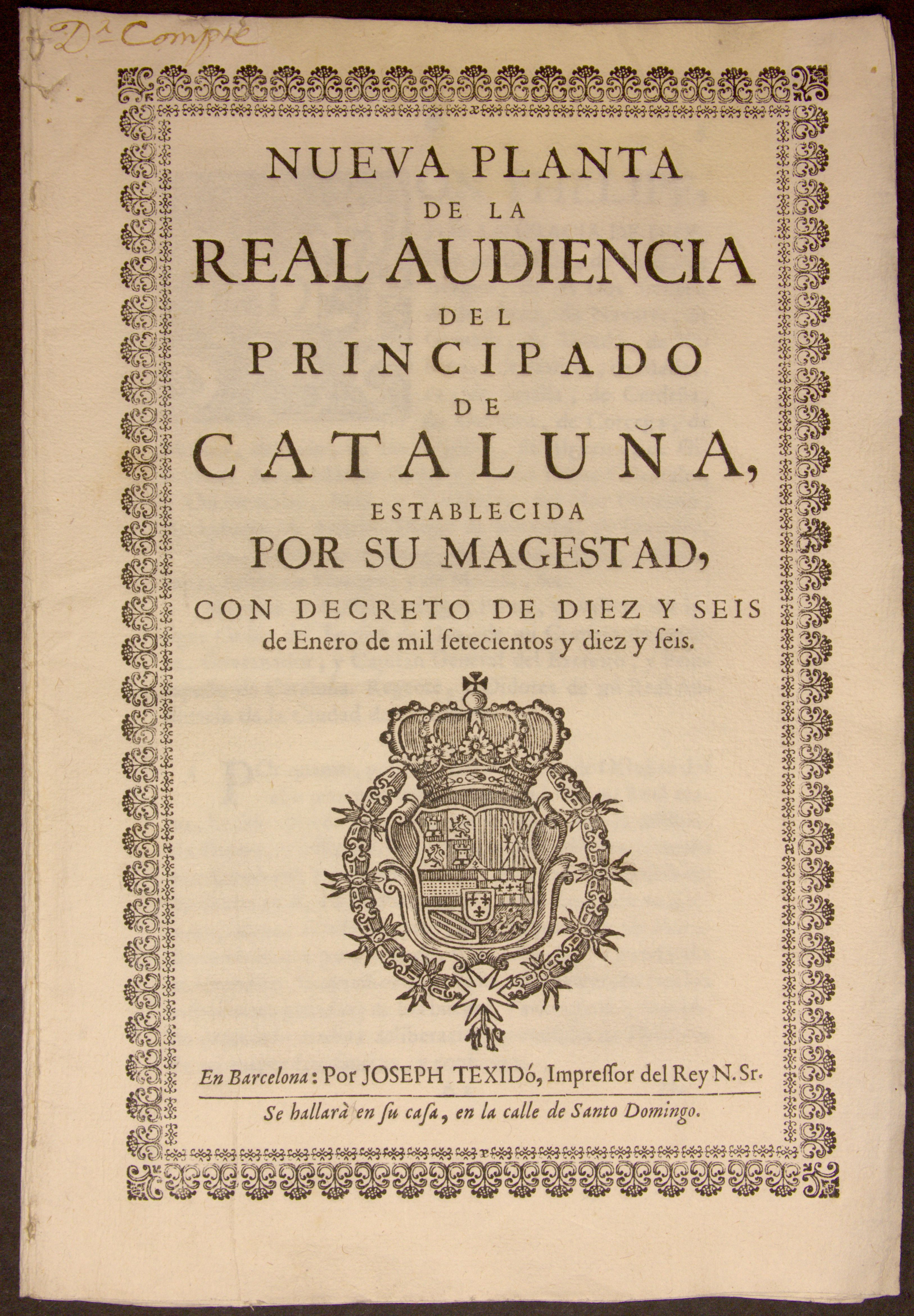
Como resultado dos Decretos de Nueva Planta todas as universidades catalãs foram fechadas e fundou-se uma única universidade em Catalunha em Cervera.

A Reial Acadèmia de Bones Lletres foi fundada em 1729 por um grupo de intelectuais de Barcelona. Esta instituição deveria continuar a tradição da Acadèmia dels Desconfiats (Academia dos Desconfiados). Esta instituição foi abolida em 1714 por Filipe V. O objetivo desta sociedade era o estudo da história, da língua e da poesia catalã. Os fundadores tinham medo do impacto negativo da deslocamento das universidades catalãs para Cervera, que já durava em torno de 15 anos então.
A Universidade de Barcelona foi fechada em 1715, junto com o resto das universidades catalãs (Tarragona, Girona, Solsona, Vic e Lleida) como consequência dos Decretos do Novo Plano. Em reconhecimento ao apoio da cidade de Cervera durante a Guerra da Sucessão Espanhola, Filipe V concentrou todas as universidades catalãs numa única instituição. Isso perdurou pelos próximos 150 anos na Catalunha.
Em 1752 a Reial Acadèmia de Bones Lletres obteve o título de real academia, concedido pelo rei Fernando VI. Como noutras academias reais, o trabalho da Reial Acadèmia de Bones Lletres estava limitado a um campo específico, neste caso, a língua e a literatura. Uma das primeiras tarefas desta academia foi a compilação dum dicionário catalão.
Durante os três anos do Triênio Liberal, quando a Espanha desfrutou de um maior grau de liberdade política, que durou desde 1820 até 1823 e terminou com a invasão francesa da Espanha, novos membros com novas ideias ingressaram na Academia, como por exemplo Bonaventura Carles Aribau.
Desde a década dos 1850s a Reial Acadèmia de Bones Lletres tornou-se uma das instituições culturais mais dinâmicas da Catalunha. Obteve cinco cátedras e contribuiu para possibilitar o retorno da Universidade a Barcelona em 1837. Muitas das personalidades da Renaixença foram membros seus, como por exemplo Jacint Verdaguer.
Durante todo o século XIX a academia praticou o multilinguismo, embora a língua principal fosse o castelhano. Porém em 1841 e 1857 a academia patrocinou duas competições poéticas, que são usualmente consideradas como os primeiros passos para o início dos Jogos Florais em língua catalã em 1859.
Desde 1901 publica um boletim anual.